# Erasmus Schindler
Erasmus Schindler (* 29. Mai 1608 in Schneeberg; † 12. September 1673 ebenda) war ein erzgebirgischer Handelsmann, Unternehmer und Gründer des Schindlerschen Blaufarbenwerks an der Zwickauer Mulde.

## Leben
Der Sohn des Steigers und Schneeberger Bürgers Michael Schindler wuchs in einer Bergmannsfamilie auf. Über seine Jugend und Ausbildung ist wenig bekannt. Vermutlich erhielt er eine höhere Schulbildung. später war er als Handelsmann und Bergbaugewerke auf Schächten in seiner Heimatstadt tätig. Zusätzlich war er Mitkontrahent beim Kobaldkontrakt. Es wird vermutet, dass er die geheimen Verfahrenskenntnisse für die Herstellung des Kobaldblaus in den Wirren des Dreißigjährigen Krieges erwerben konnte. Am 23. Februar 1649 kaufte er von dem Zschorlauer Dorfrichter Hans George für 75 Gulden ein Flurstück auf dem ehemaligen Zinnseifengrund an der Zwickauer Mulde, das zu diesem Zeitpunkt zum Freigut Albernau gehörte. Unmittelbar nach Erhalt der kurfürstlichen Konzession vom 4. Mai 1649 begann er mit dem Bau eines Blaufarbenwerks, das noch heute nach ihm als Schindlersches Blaufarbenwerk bzw. als Schindlerwerk bezeichnet wird. Als tüchtiger Fachmann hat er selbst mit in der Farbproduktion gearbeitet und ein ertragreiches Werk aufgebaut. Es liegt abgeschieden von den umliegenden Dörfern Albernau, Sosa, Bockau und Zschorlau. Am 7. September 1650 erhielt er für das Werk zusätzlich das Privileg, eine Zeche, eine Bergschmiede und Wohnhäuser für die Arbeiter zu errichten, sodass eine kleine Siedlung entstand. Weiterhin wurde ihm die niedere Gerichtsbarkeit zugestanden. Er wurde so zum Kobald-Contrahenten, wie er in zeitgenössischen Schriften genannt wird.
Kurz nach dem Anlaufen seines Werks trat er 1653 dem als Feste Hand bezeichneten Kobaltkontrakt bei, in dem die Menge des aus den Bergwerken auszubringenden Kobalterzes, die Pottasche und die paritätische Verteilung auf die erzgebirgischen Farbmühlen in Jugel, Niederpfannenstiel, Sehma, Oberschlema und Albernau festgelegt war.
Die von Schindler begründete Farbmühle besteht als Ultramarinfabrik Schindlerswerk Sächsisches Blaufarbenwerk GmbH fort.

## Familie
Schindler heiratete 1630 Maria Sörling aus dem sächsischen Schafstädt. Er zeugte sieben Söhne und drei Töchter und lebte mit seiner Frau 40 Jahre in der Ehe. Nach ihrem Tod heiratete er 1671 Maria, die Witwe des Musicus Instrumentalis Christoph Ernst, die ihn um 24 Jahre überlebte.